# Albert Gotthard Nestor Cedergren
Albert Gotthard Nestor Cedergren, född 5 juli 1849 i Stockholm, död 23 juli  1921 i Stocksund, var en svensk jägmästare och känd som byggherre för Cedergrenska tornet.

## Liv och verk
Familjen Cedergren bodde efter 1889 i ett 1700-talshus vid Riddargatan 1 i Stockholm. Albert Nestor Cedergren var son till guldsmeden Gustaf Adolf Cedergren. Föräldrarnas goda ekonomi gjorde dem till ägare av ett stort fastighetsbestånd. Han var äldre bror till telefonteknikern Henrik Tore Cedergren.
Albert Nestor Cedergren var den första som 1889 förvärvade en avstyckad tomt av det 1888 bildade exploateringsföretaget Stockby AB, skapare av Stocksunds villastad. Cedergren markområde, drygt 69 000 m², låg vid Stocksundets nordöstra strand och kostade 24 000 kronor. År 1889 köpte han Skogshyddan, som fanns på tomten och där han och familjen sedermera skulle bo på somrarna. 1896 inledde han bygget av  Jungfrutornet, det efter honom uppkallade Cedergrenska tornet. Familjen Cedergren flyttade aldrig in i tornbyggnaden, som vid Cedergrens död 1921 fortfarande var ofullbordad, förutom hans arbetsrum på plan tre. Även efter Cedergrens död hade familjen kvar sin ordinarie stadsvåning, elvarummaren på Riddargatan 1, tills huset revs 1962.
Som jägmästare var Cedergren specialiserad på skogsbruk och han företog många resor till främmande länder varifrån han tog med sig exotiska frön som han planterade ut i den omgivande parken som idag kallas Cedergrenska parken. Hans avsikt var att bedriva forskning om nya arter som kunde passa för svenskt skogsbruk. Cypress, kaukasisk gran och douglasgran är några exempel på de ovanliga trädslagen som Cedergren lät plantera. I sitt testamente anordnade han: ”Egendomen skall tillägnas något ädelt och gagneligt eller eljest allmännyttigt ändamål”. Cedergren gravsattes den 28 juli 1921 i familjegraven på Norra begravningsplatsen.
Cedergrens döttrar Vera och Naja Cedergren förde faderns arbete vidare och testamenterade tornet samt marken med dess botaniska trädgård till Skogshögskolan, som erhöll egendomen vid Naja Cedergrens död 1975. Skogshögskolan överlät dock fastigheten till Nordiska museet, som sålde den i sin tur 1981 till Danderyds kommun.

## Bilder

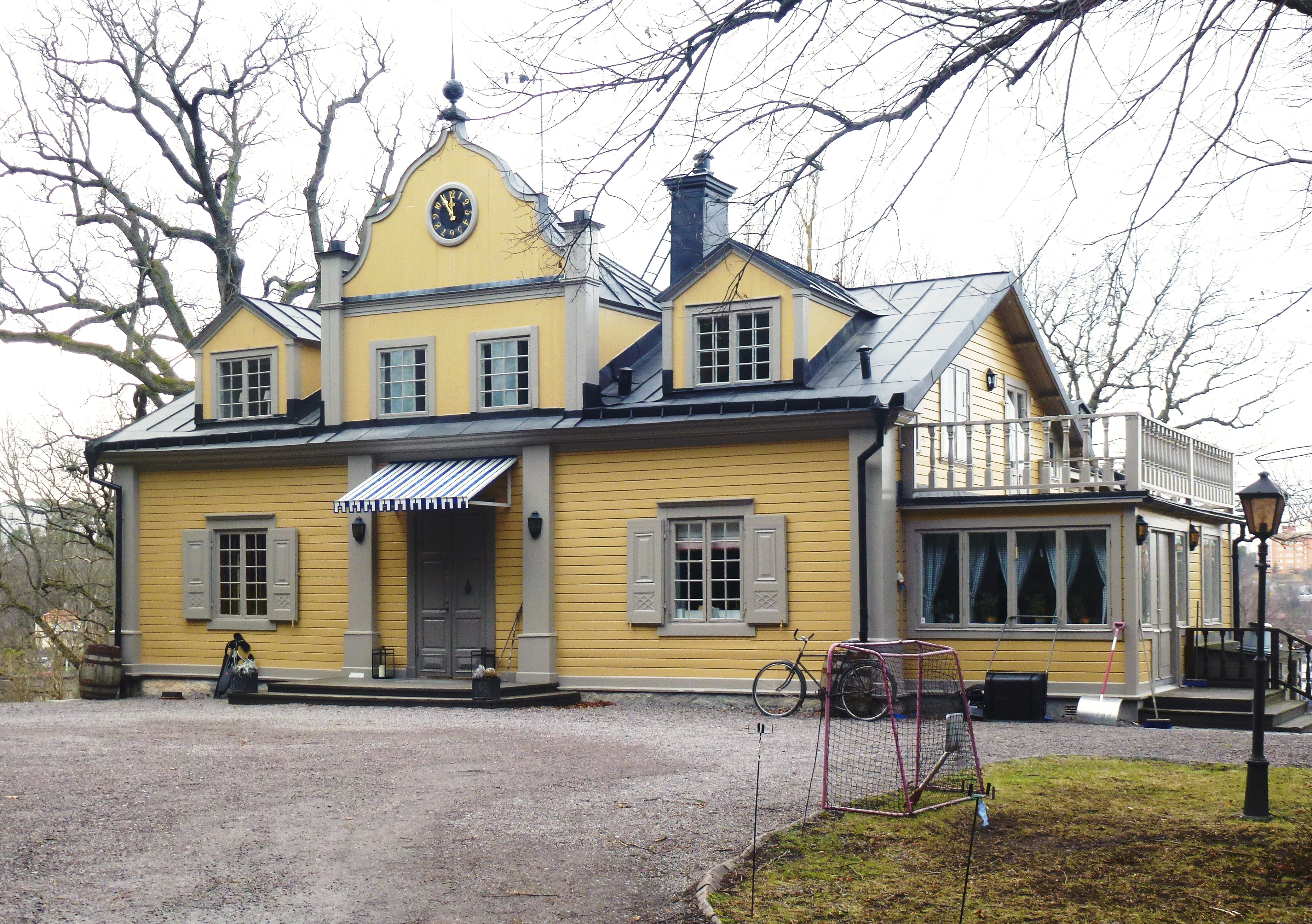
Skogshyddan
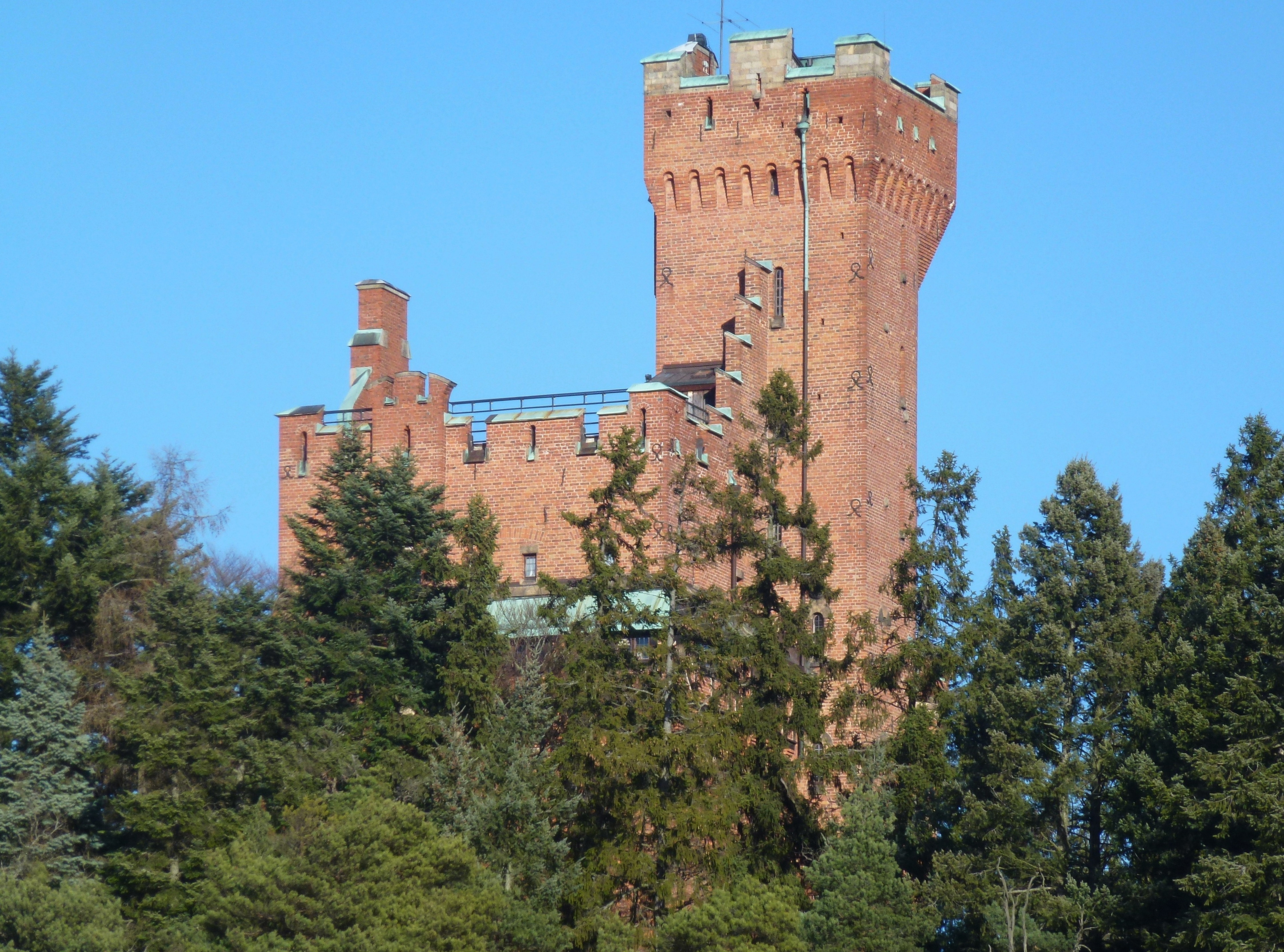
Cedergrenska tornet
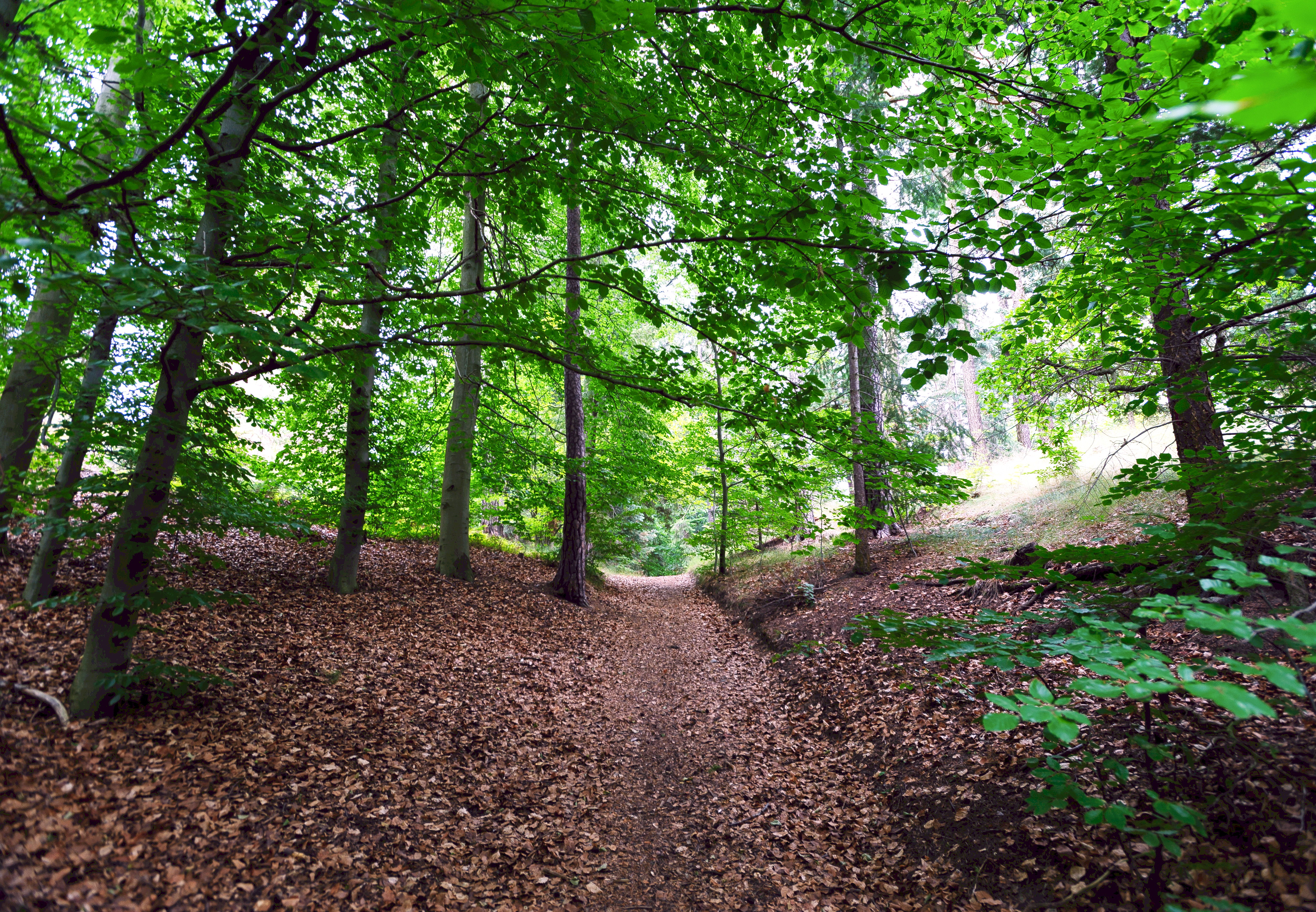
Cedergrenska parken